# Thurioi

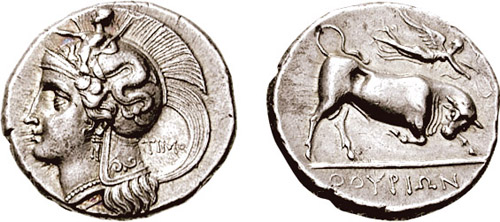
Stater von Thurioi, 350–300 v. Chr.

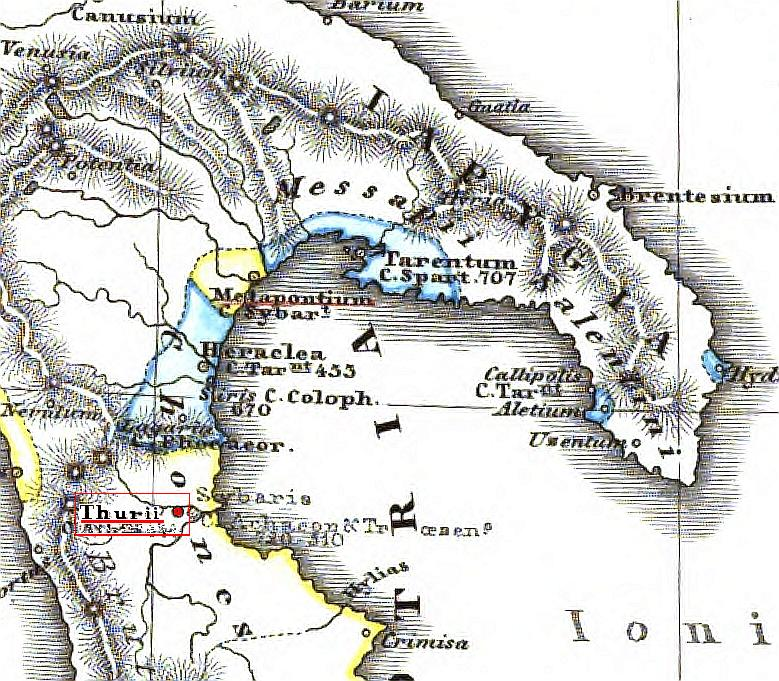
Thurioi am Golf von Tarent zur Zeit des Peloponnesischen Krieges

Thurioi (altgriechisch Θούριοι; lateinisch Thurium oder Thurii) war eine antike Stadt in Magna Graecia am Golf von Tarentum in der Nähe des älteren Sybaris. Sie verdankte ihre Gründung einem Versuch sybaritischer Flüchtlinge und ihrer Nachkommen, die Heimatstadt 452 v. Chr. neu zu gründen. Die Überreste der Stadt sind in einem archäologischen Park und in einem Museum zu besichtigen; die Anlagen liegen beidseits der Küstenstraße auf dem Gebiet der Gemeinde Cassano allo Ionio.
Die Kolonisten wurden schon fünf Jahre später von den Krotonern vertrieben, doch mit Hilfe Athens und einer von Perikles im Jahr 443 v. Chr. gesandten gemischten Gruppe von Kolonisten aus verschiedenen Teilen Griechenlands unter Führung von Lampon und Xenokritos von Athen wurde die Stadt wieder aufgebaut. Zu diesen Kolonisten gehörten auch Herodot und der Redner Lysias.
Die Ansprüche der sybaritischen Kolonisten führten bald zu Meinungsverschiedenheiten und schließlich zu ihrer Vertreibung. Nach dieser Vertreibung wurde die ursprünglich unter dem alten Namen Sybaris gegründete Stadt nach einer Quelle Θούρια umbenannt in Thurioi. Mit Kroton wurde Friede geschlossen, ebenso, nach einer Periode von Auseinandersetzungen, mit Tarent. Thurioi gewann schnell an Macht, zog viele Siedler aus Griechenland an, insbesondere von der Peloponnes, so dass die Verbindungen zu Athen immer schwächer wurden, zumal das Orakel von Delphi entschieden hatte, dass Apollon der einzige Gründer der Stadt sei. Bei der sizilischen Expedition Athens war Thurioi dann auch erst neutral, unterstützte zum Schluss Athen aber doch noch.
Thurioi hatte eine von dem Sophisten Protagoras aufgestellte demokratische Verfassung, die Stadtanlage ging wohl auf Hippodamos zurück. Zahlreiche Münzprägungen bezeugen den Wohlstand und die Pracht der Stadt. Dennoch begann nach einer schweren Niederlage bei Laos 390 v. Chr. in der Auseinandersetzung mit den Lukaniern der Niedergang.
Thurioi bat die Römer um Hilfe gegen die Lukanier, und 282 v. Chr. dann auch gegen Tarent. Seit jener Zeit war die Stadt von Rom abhängig und erhielt eine römische Militärgarnison. Im Zweiten Punischen Krieg ging Thurioi 212 v. Chr. auf die Seite Hannibals über, weil Geiseln aus Thurioi und Tarent in Rom hingerichtet worden waren. 204 v. Chr. wurden die karthagischen Kollaborateure nach Kroton umgesiedelt und die Stadt von den Karthagern geplündert.

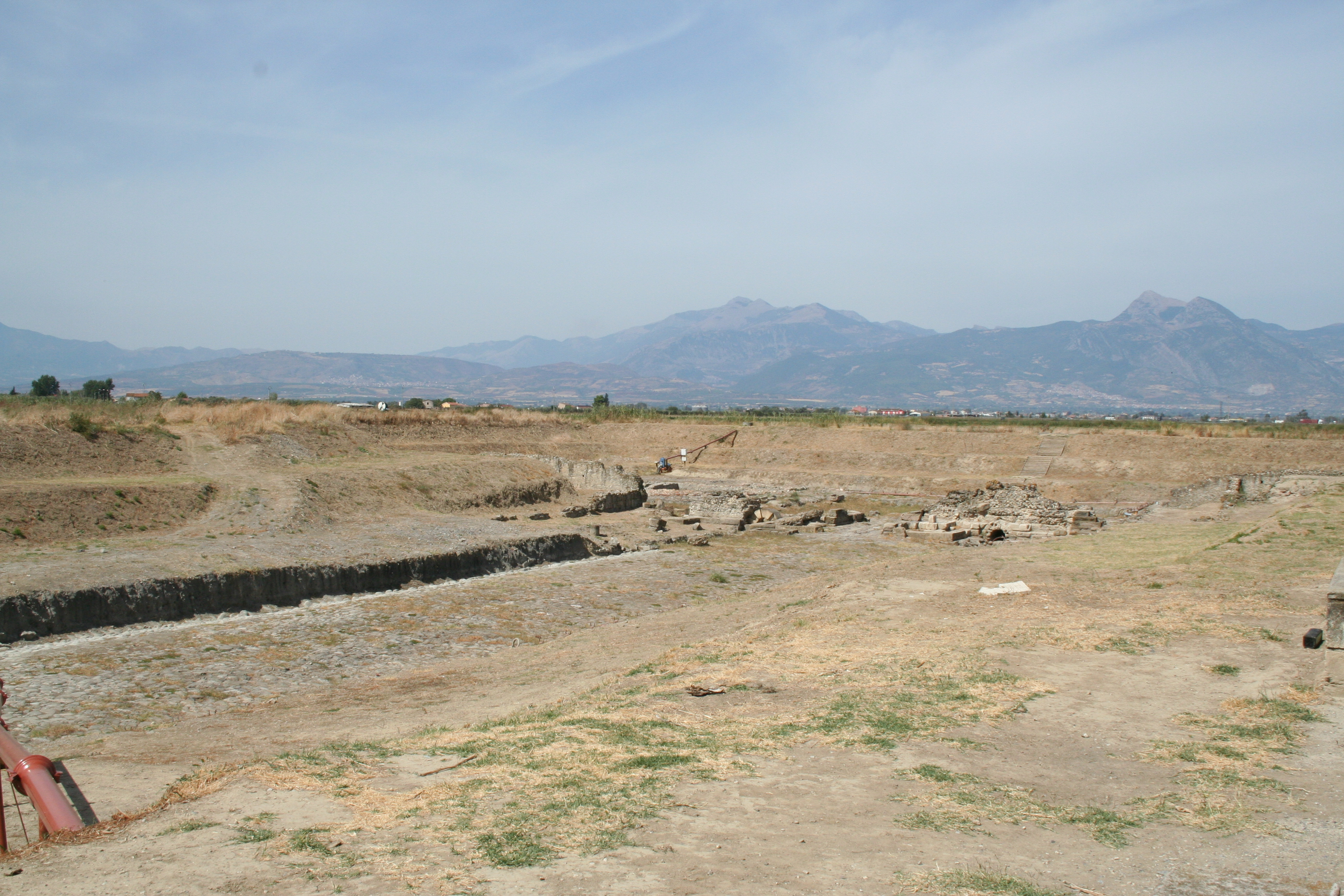
Archäologischer Park

194 v. Chr. wurde die Stadt als römische Kolonie nach latinischem Recht neu gegründet und erhielt den Namen Copia, der aber bald wieder in Thurii geändert wurde. 90 v. Chr. erhielten die Einwohner das römische Bürgerrecht. 72 v. Chr. wurde die Stadt von Spartacus besetzt. Bei Ausbruch des römischen Bürgerkriegs stationierte Gaius Iulius Caesar gallische und spanische Reiterei in Thurii. 48. v. Chr. wurde die Stadt von Marcus Caelius Rufus bedrängt, der dort den Tod fand. 40 v. Chr. wurde Thurii von Sextus Pompeius erfolglos belagert. Danach verlor die Stadt an Bedeutung, wird aber noch bis in das 6. Jahrhundert genannt, z. B. auf der Tabula Peutingeriana, wo sie als Turios erscheint, und bei Prokop. Im 9. Jahrhundert erscheint die Siedlung völlig aufgegeben.
Die Lage der alten griechischen Siedlung ist nicht genau bekannt, wohl aber die der römischen Neugründung, die wohl am gleichen Ort vorgenommen wurde. Ruinen deuten darauf hin, dass sie 7 Kilometer östlich von Terranova di Sibari liegt und eine Fläche mit einem Umkreis von 7 Kilometern hatte.
Die Münzen der Stadt zeigen wie die sybaritischen Prägungen den Stier als Symbol.